# Kota Hoshi
Kota Hoshi (星 広太 Hoshi Kota?), född 27 juli 1992 i Kanagawa prefektur, är en japansk fotbollsspelare.
Hoshi började sin karriär 2015 i Fukushima United FC. Han spelade 39 ligamatcher för klubben. 2020 flyttade han till SC Sagamihara.